# Schegge (album)
Schegge è il quarto album in studio del cantautore italiano Giorgio Poi, pubblicato il 2 maggio 2025 con doppia etichetta Bomba Dischi e Sony Music.

## Descrizione
Successivamente alla pubblicazione di Gommapiuma nel 2021, Giorgio Poi ha preso una pausa discografica di tre anni. L'album è stato composto tra dicembre 2022 e ottobre 2024 con la supervisione di Laurent Brancowitz del gruppo musicale francese Phoenix.
Schegge si compone di nove tracce, scritte e prodotte dallo stesso cantautore e non presenta collaborazioni come il procedente. In un'intervista rilasciata a TV Sorrisi e Canzoni Giorgio Poi ha raccontato in merito all'album:

## Accoglienza
| Recensione | Giudizio |
| ---------- | -------- |
| Ondarock   | 8/10     |
| Rockol     | 7,5/10   |
| Newsic.it  | 7,5/10   |

L'album è stato accolto con recensioni positive da parte della critica musicale, che ne ha apprezzato la qualità autoriale dei testi e la produzione musicale.
Mattia Marzi di Rockol afferma che il progetto è il miglior rappresentante dello stile cantautorale dell'artista, descrivendo le tracce come «istantanee precise, piccoli quadri surreali e poetici, punteggiati da ironia e freddure fulminanti», mentre nelle sonorità vi riscontra un «connubio tra tradizione italiana e influenze internazionali».

## Tracce
Testi e musiche di Giorgio Poti.
1. Giochi di gambe – 3:18
2. Nelle tue piscine – 3:25
3. Uomini contro insetti – 4:32
4. Non c'è vita sopra i 3000 Kelvin – 3:59
5. Les Jeux sont faits – 3:22
6. Schegge – 1:35
7. Tutta la terra finisce in mare – 3:22
8. Un aggettivo, un verbo, una parola – 3:51
9. Delle barche e in transatlantici – 3:45

## Formazione
- Giorgio Poi – voce, chitarre, basso, batteria, sintetizzatore, sax contralto
- Andrea Suriani – mix, mastering, wurlitzer piano

## Classifiche
| Classifica (2025) | Posizione massima |
| ----------------- | ----------------- |
| Italia            | 35                |